# Strażnica WOP Stare Łysogórki
Strażnica WOP Stare Łysogórki – podstawowy pododdział graniczny Wojsk Ochrony Pogranicza pełniący służbę ochronną na granicy polsko-niemieckiej.

## Formowanie i zmiany organizacyjne
Strażnica została sformowana w 1945 w strukturze 11 komendy odcinka jako 54 strażnica WOP (Glickie Łyse Górki) o stanie 56 żołnierzy. Kierownictwo strażnicy stanowili: komendant strażnicy, zastępca komendanta do spraw polityczno-wychowawczych i zastępca do spraw zwiadu. Strażnica składała się z dwóch drużyn strzeleckich, drużyny fizylierów, drużyny łączności i gospodarczej. Etat przewidywał także instruktora do tresury psów służbowych oraz instruktora sanitarnego.
Od stycznia 1951 strażnica podlegała dowódcy 121 batalionu WOP. 
Od 15 marca 1954 wprowadzono nową numerację strażnic, a 54 strażnica Łysogórki III kategorii otrzymała nr 52. 
W 1956 rozpoczęto numerowanie strażnic na poziomie brygady. Strażnica Łysogórki II kategorii była 24. w 9 Brygadzie Wojsk Ochrony Pogranicza.
Batalion WOP Mieszkowice został rozformowany w 1958 Strażnice rozformowanego batalionu podporządkowano 93 batalionowi w Słubicach(sic!). Strażnicę Łysogórki przekazano z powrotem Pomorskiej Brygadzie WOP i włączono w skład 122 batalionu WOP. Po reorganizacji batalionu Chojna w 1958 strażnica Łysogórki posiadała numer 3.
Rozkazem organizacyjnym dowódcy WOP nr 0148 z 2.09.1963 przeformowano strażnicę lądową kategorii III Łysogórki na 19 strażnicę WOP rzeczną kategorii I.

## Służba graniczna
W 1960 27 strażnica WOP III kategorii ochraniała odcinek granicy państwowej o długości 9180 m od znaku granicznego 620 do zn. gr. 606.

## Dowódcy strażnicy
- kpt. Henryk Ferster (był 10.1946)[d].
- ppor. Henryk Milkiewicz (1953–1955)[13]
- ppor. Michał Jackowski (15.10.1955–1.03.1959)[13]
- por. Mieczysław Marszałek (1959–1962)[14]
- kpt. Czesław Wyraz (1962–co najmniej do 1965)